# Nogent-le-Sec
Nogent-le-Sec település Franciaországban, Eure megyében. Lakosainak száma 429 fő (2022. január 1.). Nogent-le-Sec Marbois, Nagel-Séez-Mesnil, Mesnils-sur-Iton és Le Val-Doré községekkel határos.

## Népesség
A település népességének változása:
| Lakosok száma | 255  | 304  | 333  | 396  | 403  | 411  | 427  | 440  | 441  | 429  |
|               | 1968 | 1982 | 1990 | 2006 | 2013 | 2015 | 2017 | 2019 | 2020 | 2022 |